# هیروشی کادو
هیروشی کادو (ژاپنی: 嘉戸 洋؛ زادهٔ ۱ ژانویهٔ ۱۹۷۱) کشتی‌گیر فرنگی اهل ژاپن است.
او در مسابقات قهرمانی کشتی جهان پراگ ۱۹۹۵ در وزن ۴۸ کیلوگرم در کشتی فرنگی مردان مدال نقره و در مسابقات قهرمانی کشتی آسیا، در ژیاشائون ۱۹۹۶ مدال برنز را به‌دست‌آورد. هیروشی در بازی‌های المپیک تابستانی ۱۹۹۶ به مقام هفتم رسید.